# Alexander Grigorjewitsch Tscherwjakow

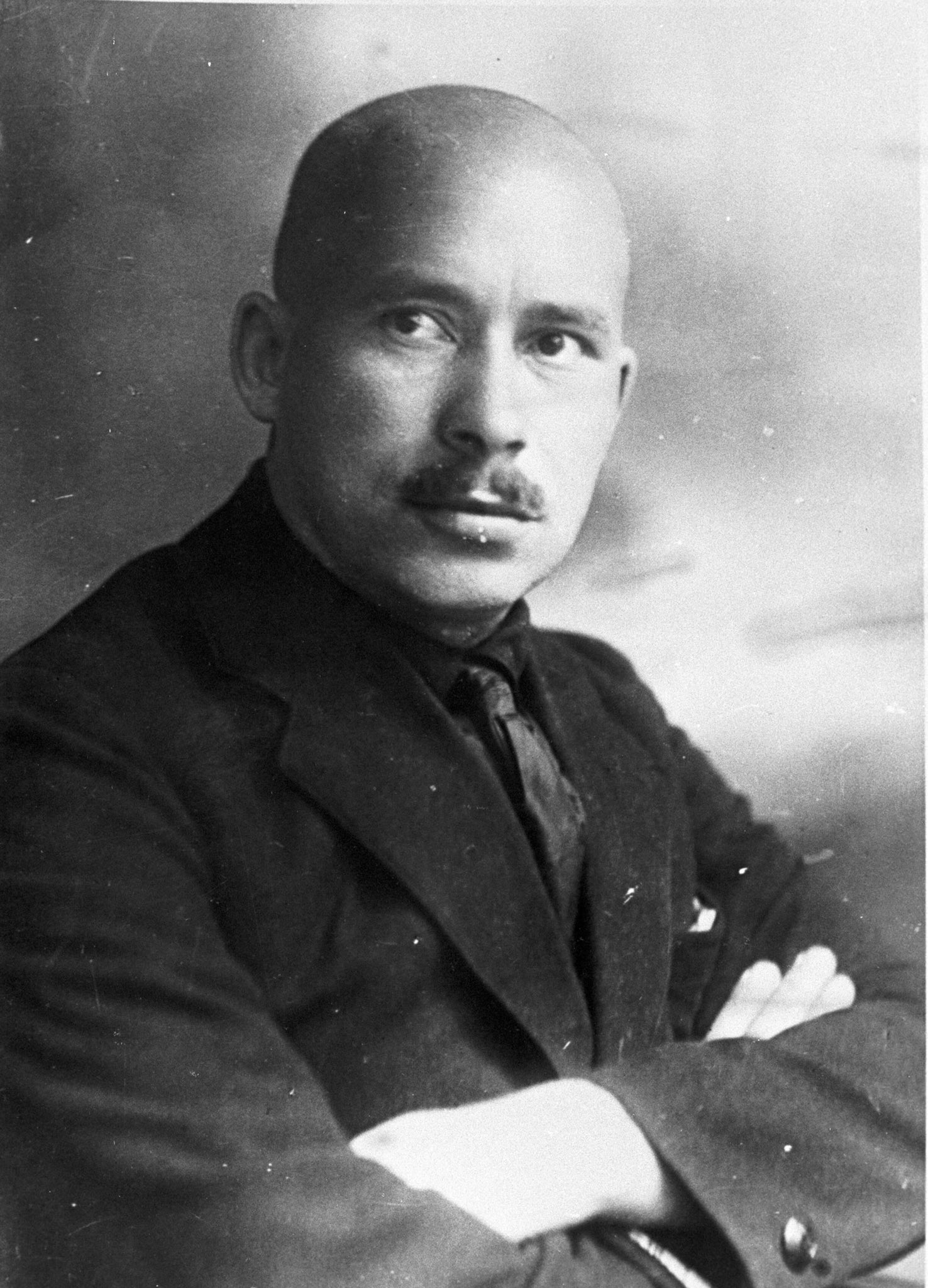
Alexander Grigorjewitsch Tscherwjakow

Alexander Grigorjewitsch Tscherwjakow (russisch Александр Григорьевич Червяков, wiss. Transliteration Aleksandr Grigor'evič Červjakov; * 25. Februarjul. / 8. März 1892greg. in Dukora, Gouvernement Minsk jetzt Gebiet Minsk; † 16. Juni 1937 in Minsk) war ein hoher weißrussischer Parteifunktionär und sowjetischer Staatsmann.

## Leben
Der weißrussische Bauernsohn Alexander Tscherwjakow absolvierte 1915 die Lehrerbildungsanstalt Vilnius, 1916 die Moskauer Alexandrow-Militärschule und diente bis 1917 in der Kaiserlich Russischen Armee. Im Mai 1917 trat er der KPdSU bei, nahm am bolschewistischen Aufstand in Petrograd teil und war einer der Gründer der Weißrussischen Sozialdemokratischen Arbeiterpartei.
Im Volkskommissariat für nationale Angelegenheiten der RSFSR wurde er am 13. Februar 1918 Volkskommissar für Weißrussische Angelegenheiten und proklamierte zusammen mit anderen Weißrussen am 1. Januar 1919 die Weißrussische Sozialistische Sowjetrepublik (BSSR). Letztere wurde bereits knapp zwei Monate später von der Litauisch-Weißrussischen Sozialistischen Sowjetrepublik abgelöst. Dieses Staatengebilde wurde im Polnisch-Sowjetischen Krieg von den Polen zerschlagen. Alexander Tscherwjakow hatte bis zum 21. Juli 1920 das Amt des Volkskommissars für die Bildung der Litauisch-Weißrussischen Sozialistischen Sowjetrepublik inne.
Im August 1920 verloren die Polen Weißrussland. Die BSSR wurde neu gegründet, wurde 1922 eine Unionsrepublik der Sowjetunion und blieb es bis 1991. Alexander Tscherwjakow wurde am 30. Dezember 1922 Vorsitzender des Zentralen Exekutivkomitees der BSSR – des höchsten Organs der Staatsmacht in Weißrussland – und amtierte bis zu seinem Tode.
Nachdem Alexander Tscherwjakow auf dem XVI. Parteitag der Weißrussischen Kommunistischen Partei im Juni 1937 als Volksfeind angeprangert worden war, beging er in einer Kongresspause, weil ihm Verhaftung drohte, Selbstmord. Er hinterließ seine Ehefrau Alexandra und die gemeinsame Tochter Sofja.

## Gedenken
- In Minsk gibt es eine Tscherwjakow-Straße[4]

- An seinem Minsker Wohnhaus ist eine Gedenktafel angebracht.
- In Dukora trägt die Mittelschule seinen Namen. In der Schule wurde eine Tscherwjakow-Gedenkstätte eingerichtet.[5]

## Anmerkung
1. ↑  Der Roman Jahre des Terrors von Anatoli Rybakow ist eine erzählerische Auseinandersetzung mit den Stalinschen Säuberungen. Im 11. Kapitel des Romans erfährt der Leser etwas über die Vorgeschichte von Alexander Tscherwjakows Suizid. Anatoli Rybakow schreibt: „Am 7. Juli 1935 führte Stalin den Vorsitz in der Plenarsitzung der Verfassungskommission.“ (Rybakow, S. 123, 1. Z.v.o.). Der Autor gibt Stalins Gedanken während der Sitzung wieder. Stalin hält den anwesenden Tscherwjakow für „unzuverlässig“ (Rybakow, S. 129, 6. Z.v.o.) und denkt: „Alles potentiell Gefährliche muß[te] ausgerottet werden“. (Rybakow, S. 129, 17. Z.v.o.)